# Písník u Puchlovic
Písník u Puchlovic je vodní plocha o výměře cca 3 ha vzniklá po těžbě štěrkopísku ukončené v 2. polovině 20. století nalézající se v polích asi 0,5 km jihozápadně od centra obce Puchlovice v okrese Hradec Králové. Písník má rekultivované břehy porostlé borovým lesem a je využíván jako rybářský revír a v létě i pro koupání.

## Galerie

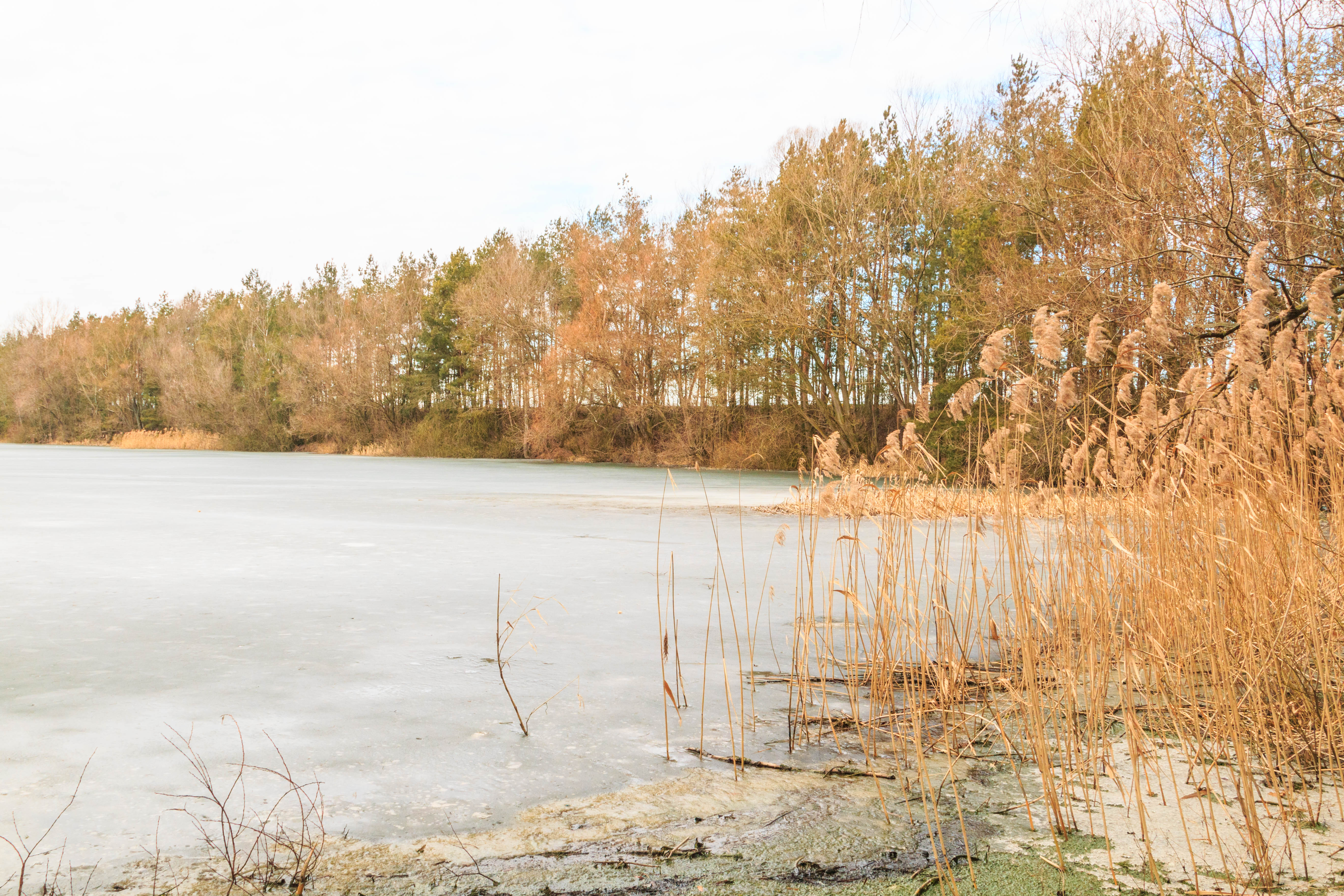
Pohled na písník u Puchlovic
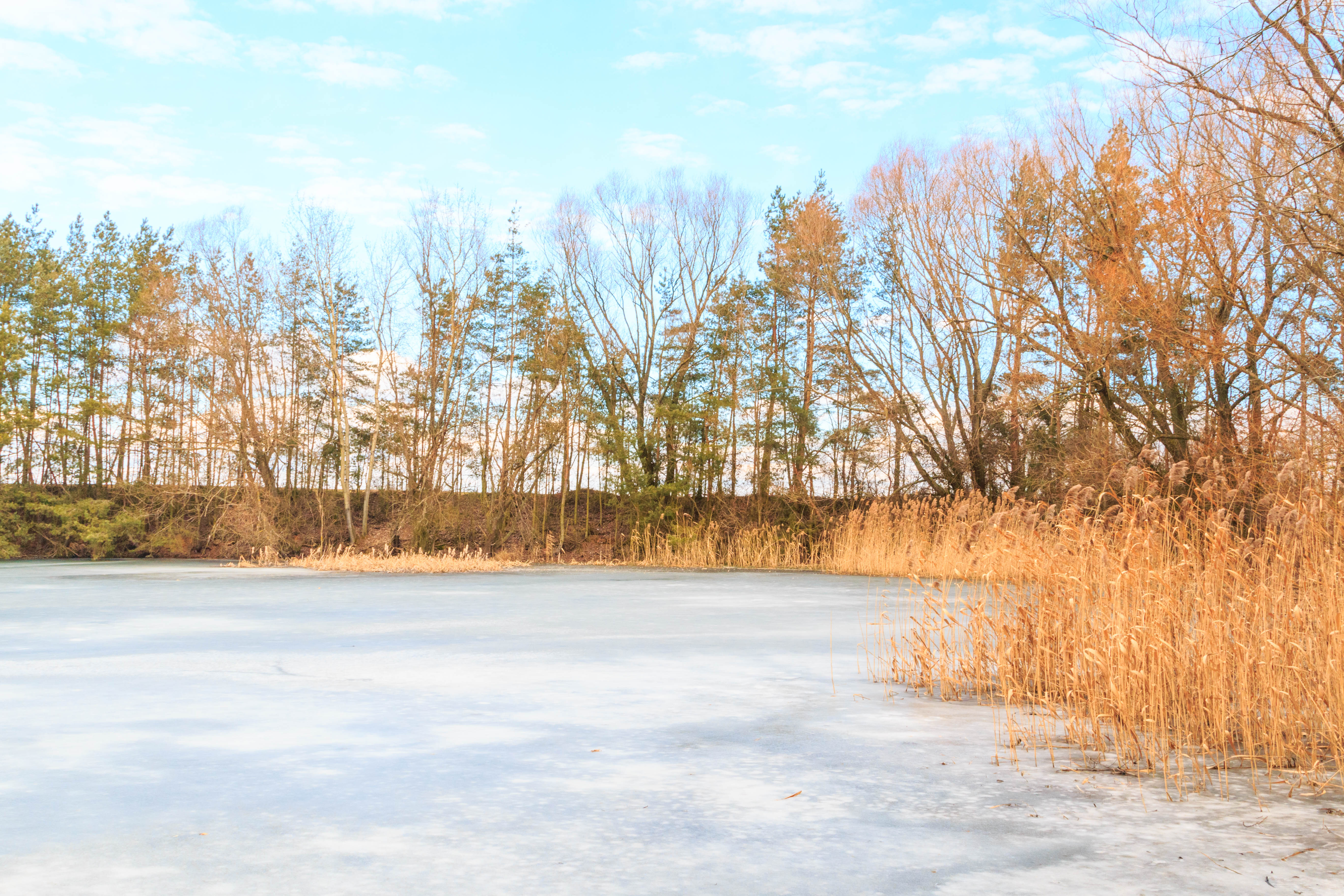
Pohled na písník u Puchlovic
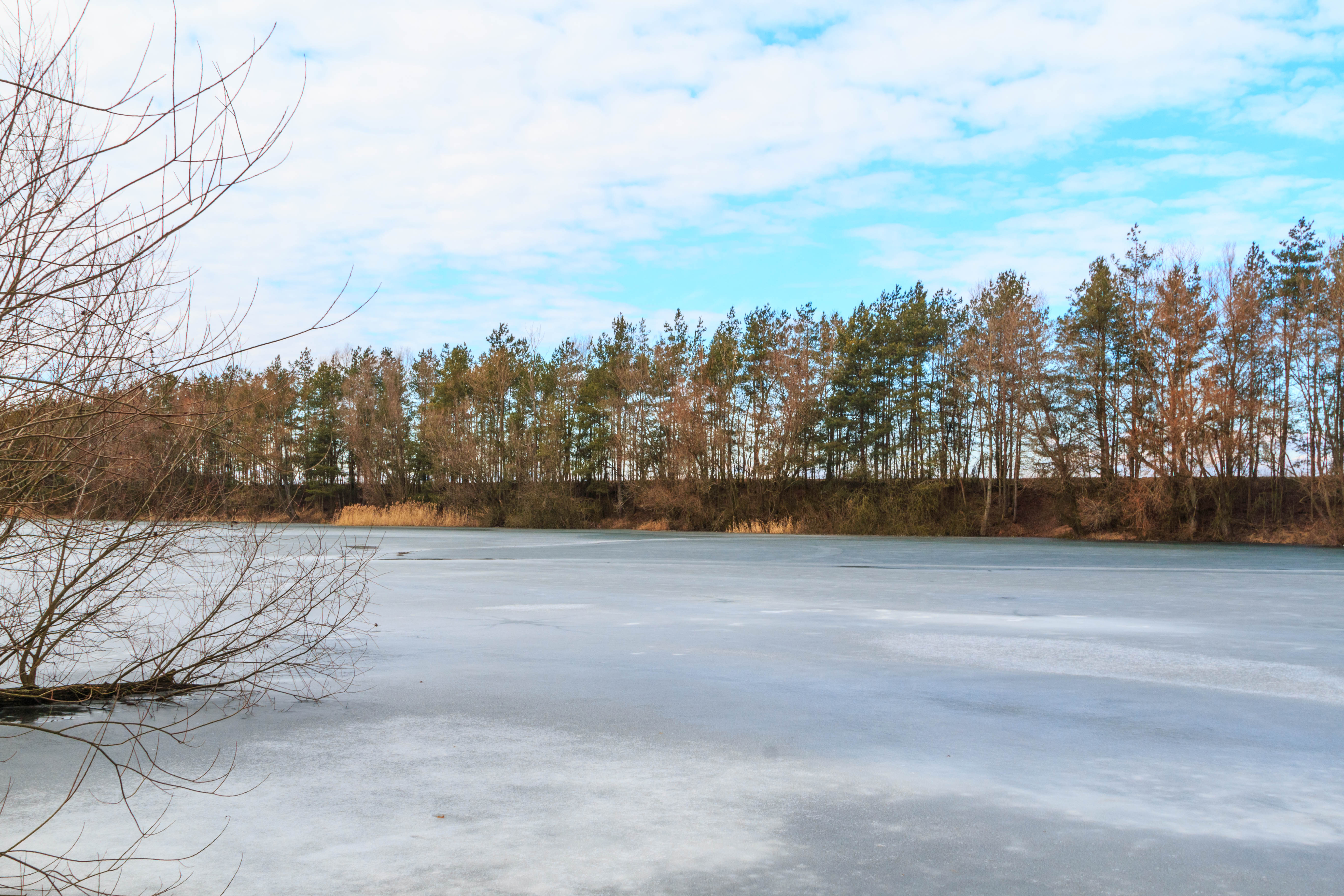
Pohled na písník u Puchlovic